# Soloalbum
Soloalbum kallas inom populärmusik ett album av en samtida eller tidigare medlem av en grupp. På ett soloalbum förekommer ofta studiomusiker som spelar instrument, men ofta tar även soloartisten hjälp av gruppkamrater från musikgruppen, eller ett kompband.